# خداحافظ چارلی
خداحافظ چارلی (انگلیسی: Goodbye Charlie) فیلمی کمدی به کارگردانی وینسنت مینلی است که در سال ۱۹۶۴ منتشر شد.

## بازیگران
- دبی رینولدز
- تونی کرتیس
- الن برستین
- جوانا بارنز
- مارتین گابل
- پت بون
- راجر کارمل
- والتر ماتائو